# 藤嶋花音
藤嶋 花音（ふじしま かのん、2005年4月8日 - ）は、日本の女優、タレント。東京都出身。ホリ・エージェンシー所属。

## 略歴
2005年4月8日、東京都で生まれる。
2021年1月26日・2月2日、1月期関西テレビ・フジテレビ系火9ドラマ『青のSP―学校内警察・嶋田隆平―』の第3話・第4話に出演してテレビドラマ初出演を果たし、女優デビュー。
2022年11月5日、有楽町朝日ホールにてプレミア上映された映画『彼女はなぜ、猿を逃したか?』で映画初出演。2024年2月24日には全国公開された。
2023年7月期日本テレビ系土曜ドラマ『最高の教師 1年後、私は生徒に■された』で連続ドラマに初めてレギュラー出演を果たした。

## 人物
- 身長：158cm[1]。
- 趣味：ウクレレ、映画鑑賞[1]。
- 座右の銘『明日死ぬかのように生きよ』『永遠に生きるかのように学べ』[1]。

## 出演

### ドラマ
- 青のSP―学校内警察・嶋田隆平― 第3話・第4話（2021年1月26日・2月2日、関西テレビ・フジテレビ） - 今井莉緒 役
- ナイト・ドクター 第7話（2021年8月16日、フジテレビ） - 風見まどか 役
- 恋の病と野郎組 Season2 第1話（2022年1月24日、日本テレビ） - 茶道部女子部員 役
- 何かおかしい 第6話（2022年10月7日、Paravi / 2023年5月10日、テレビ東京） - オビナマ・ジ・エンド 役
- 「ぼくらのレシピ図鑑」シリーズ 第3弾「メンドウな人々」（2023年3月18日、山梨放送） - ヒロイン・勝俣くるみ 役
- 最高の教師 1年後、私は生徒に■された（2023年7月15日 - 9月23日、日本テレビ） - 貴島千里子 役[4][5]
- マルス-ゼロの革命-（2024年1月23日 - 3月19日、テレビ朝日） - 河北あずさ 役[6]
- 推しを召し上がれ～広報ガールのまろやかな日々～ 第7話（2024年2月22日、テレビ東京） - 朋太子織 役[7]

### 配信ドラマ
- 拝啓、大人になる貴方へ（2023年9月23日・30日、Hulu） - 貴島千里子 役[8]

### 映画
- 彼女はなぜ、猿を逃したか?（2022年11月5日、有楽町朝日ホールにてプレミア上映 / 2024年2月24日） - 未唯 役[2][3]
- 「ぼくらのレシピ図鑑」シリーズ 第3弾「メンドウな人々」（2023年3月18日） - ヒロイン・勝俣くるみ 役

### CM
- 焼肉きんぐ（2021年）